# هری پاتر و یادگاران مرگ – قسمت دوم (موسیقی متن)
هری پاتر و یادگاران مرگ – قسمت دوم (انگلیسی: Harry Potter and the Deathly Hallows – Part 2) یک موسیقی متن برای فیلم ۲۰۱۱ با همین نام نوشته‌شده و تهیه‌شده توسط آهنگساز فرانسوی الکساندر دسپلا است.
این موسیقی متن نامزد دریافت یک جایزه گرمی، جایزه ستلایت و جامعه منتقدان فیلم هیوستون شد.